# Rémi De Vos
Pour les articles homonymes, voir Vos.
Rémi De Vos est un dramaturge français né le 17 mars 1963 à Dunkerque.

## Aperçu biographique
- Si vous ne connaissez pas le sujet, laissez ce bandeau (vous pouvez alors contacter les auteurs).
- Si vous supprimez le contenu mis en cause (vous pouvez préalablement contacter les auteurs),

argumentez précisément cette suppression dans la page de discussion
(un manque de référence n'est pas un argument ; une recherche réelle de référence doit avoir été effectuée, être formellement documentée).
Après avoir tenté d'être comédien, Rémi De Vos fait de nombreux petits boulots, intérimaire, ambulancier... Il s'engage dans la voie de l'écriture dramatique en 1994 et obtient une bourse Beaumarchais. En 1997, il participe à l'écriture de la pièce André le Magnifique.

## Jusqu'à ce que la mort nous sépare
La pièce Jusqu'à ce que la mort nous sépare est mise en scène pour la première fois par Eric Vigner, un ami et associé avec qui il a déjà travaillé pour Débrayage. Puis elle fait l'objet d'une nouvelle création en résidence au CDDB-Théâtre de Lorient et est présentée au public en octobre 2006, puis à Paris au théâtre du Rond-Point. Elle réunit Catherine Jacob, Micha Lescot et Claude Perron.
Synopsis
Simon (Micha Lescot) retrouve sa mère (Catherine Jacob) lors des funérailles de sa grand-mère. Il décide de passer le week-end chez celle qu’il n’arrivait plus à supporter. Dans le même temps, il retrouve Anne (Claude Perron), une petite amie d’enfance. Celle-ci va malencontreusement casser l’urne où reposaient les cendres de la grand-mère… Il faut alors cacher cet accident à la mère ! De situations cocasses en quiproquos insensés, l’histoire des trois personnages tombent dans un engrenage vaudevillesque.